# Brusimpiano
Brusimpiano é uma comuna italiana da região da Lombardia, província de Varese, com cerca de 1.082 habitantes. Estende-se por uma área de 5 km², tendo uma densidade populacional de 216 hab/km². Faz fronteira com Cuasso al Monte, Lavena Ponte Tresa, Marzio, Porto Ceresio.

## Demografia
| Variação demográfica do município entre 1861 e 2011                               |
|                                                                                   |
| Fonte: Istituto Nazionale di Statistica (ISTAT) - Elaboração gráfica da Wikipedia |